# USCGC Sundew (WLB-404)
L' USCGC Sundew (WLB-404) est l'un des 39 baliseurs de 55 m construits entre 1942 et 1944 pour l'United States Coast Guard. Toutes les offres originales, sauf une, USCGC Ironwood, ont été construites à Duluth. Comme tous ces appels d'offres, Sundew a été nommé d'après la droséra, une petite plante insectivore de la famille des Droseraceae.

## Historique
Il a été construit par Marine Iron and Shipbuilding Corporation à Duluth dans le Minnesota. La conception préliminaire du Sundew a été achevée par le Service des phares des États-Unis et la conception finale a été produite par Marine Iron and Shipbuilding Corporation  pour la Garde côtière américaine.
En 1958, le Sundew a été affecté à Charlevoix dans le Michigan, et en novembre suivant, il a aidé au sauvetage de deux survivants du SS Carl D. Bradley (en) lorsqu'il a coulé dans une tempête sur le lac Michigan à 76 km à l'ouest-nord-ouest de Charlevoix. Sundew est resté à Charlevoix jusqu'en 1981, date à laquelle il a été remplacé par l'USCGC Mesquite (WLB-305) (en). Il a ensuite été transféré à Duluth, dans le Minnesota, où il a servi jusqu'à sa retraite en 2004. Il a été remplacé par l' USCGC Alder (WLB-216) (en).

## Préservation
Sundew a servi 60 ans pour la Garde côtière et a été déclassé et retiré le 27 mai 2004. Dans le cadre du déclassement, le navire a été donné à la ville de Duluth, son dernier port d'attache, pour être utilisé comme navire musée.
En raison d'une baisse des revenus du tourisme, en 2009, la ville de Duluth a vendu Sundew aux résidents locaux, Jeff & Toni Foster, David Johnson & Mary Phillipp. Il a quitté sa place de musée à Duluth au printemps 2010 et occupe actuellement (2021) une zone privée près du Great Lakes Aquarium (en).

## Galerie

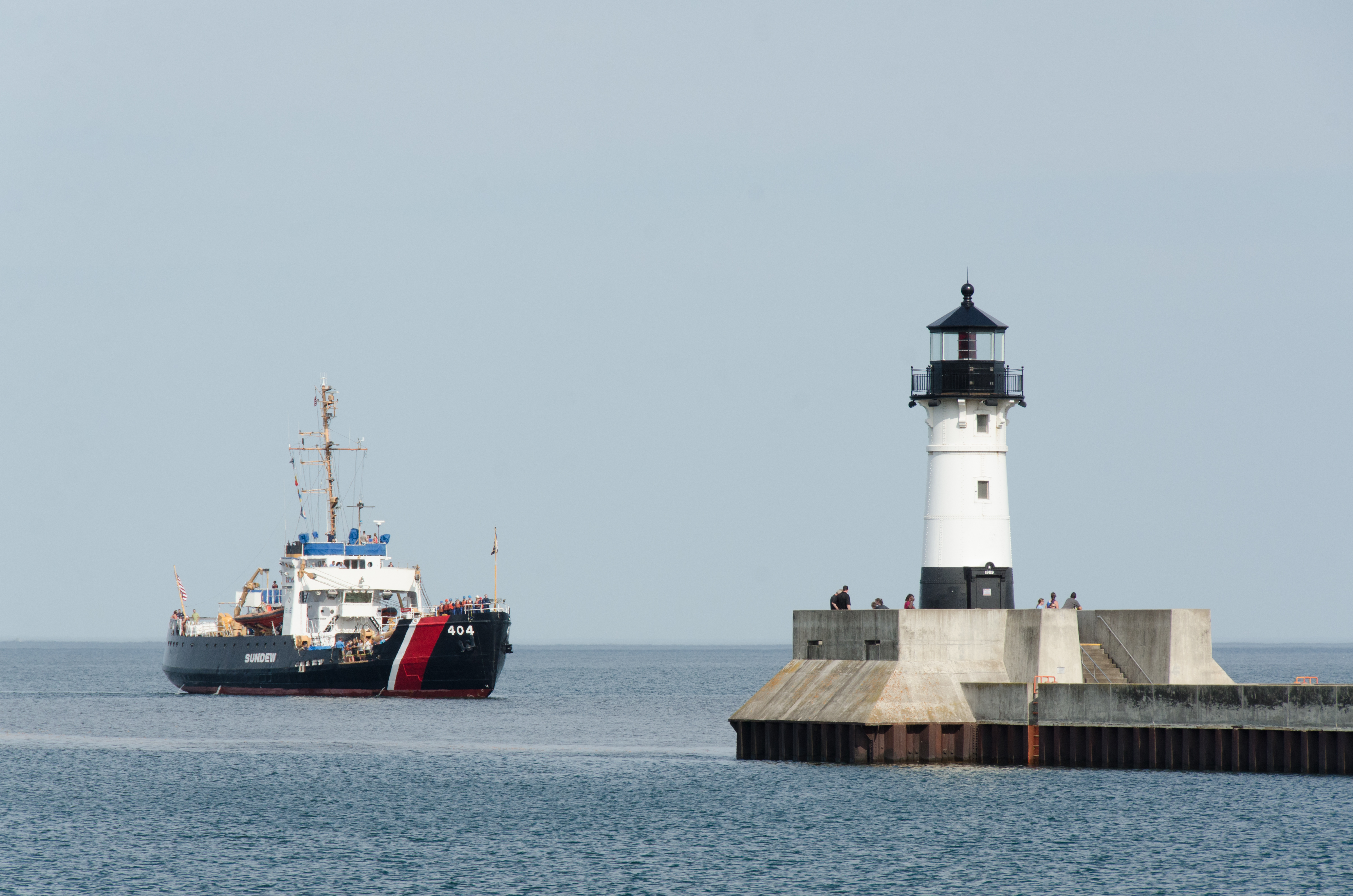
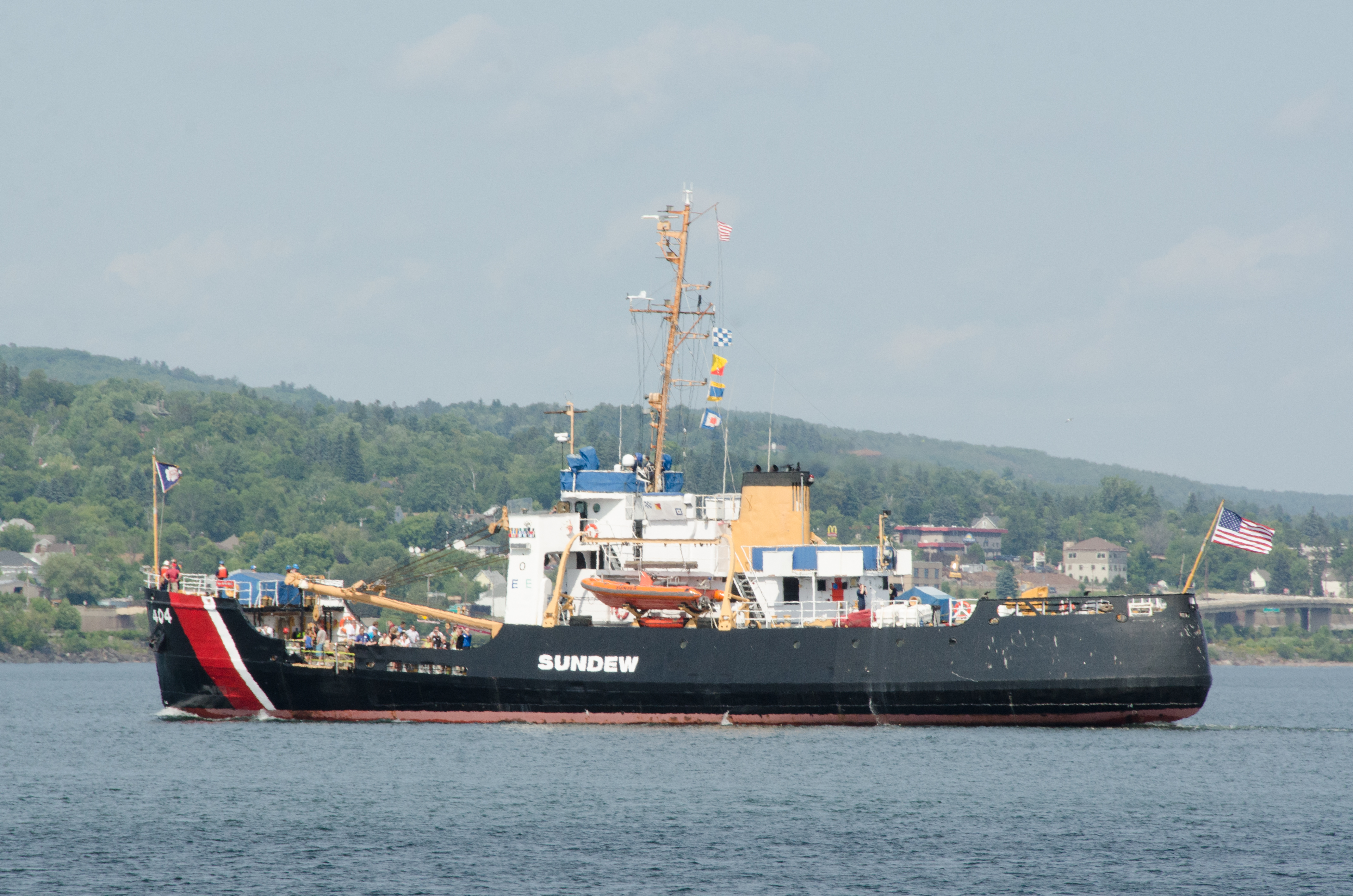